# Мински автомобилен завод
Минският автомобилен завод, (на беларуски: Мінскі аўтамабільны завод, на руски: Минский автомобильный завод), съкратено МАЗ, е държавна машиностроителна компания в Минск, Беларус.
МАЗ произвежда тежкотоварни камиони, автобуси, тролейбуси, влекачи и подемни кранове. Автобуси, произведени от завода, могат да бъдат видени в много от държавите в Източна Европа (Беларус, Русия, Румъния).

Заводът произвежда също самоходни ракетни установки за много от балистичните ракети – от широко разпространения МАЗ-543 (използван за изстрелване на ракети „Скъд“ и др.) до самоходната установка на „Топол М“ (с 8 оси).

## Галерия
- МАЗ-200
- МАЗ-504
- МАЗ-5440
- Автобус МАЗ-105
- МАЗ-103, градски автобус в Кюстенджа
- МАЗ-103, друг автобус в Кюстенджа
- МАЗ-447131
- МАЗ-103т, тролейбус в Минск
- Автобуси МАЗ-203 и МАЗ-206
- МАЗ-107 в Минск
- МАЗ-537